# Napégés
A napégés egyfajta sugárzás hatására előálló égési sérülés, mely az élő szöveten jelentkezik az ultraibolya (UV)-sugárzás hatására, mely az esetek többségében a Napból érkezik. Jellegzetes tünetei a vörös vagy vöröses bőr, amelynek forró az érintése, általános kimerültség, esetleg enyhe zavarodottság. Extrém esetekben az UV-sugárzás hatása halálos is lehet. Ha a bőrt kisebb mértékben éri sugárzás, abban pigmentsejtek keletkeznek, s az a bőr lebarnulásához vezet.
A tartósan UV-sugárzásnak kitett bőrön különböző tumorok alakulhatnak ki, megnő a bőrrák és a melanóma kialakulási valószínűsége. Ezért elsősorban az UV sugárzás DNS-károsító hatása tehető felelőssé. Általánosan használt szer a naptej, amely segít megelőzni a napégést és a rák kialakulását. A ruházat, különösen a kalapok, rendkívül hatásosak a bőr védelmében.

## Tünetek
A napégés jellemzően a bőr kivörösödésével kezdődik, amelyhez a napégés súlyosságához mért fokú fájdalom társul. Egyéb tünetek is jelentkezhetnek, mint például ödéma, viszketés, hámló bőr, kiütések, hányás, láz, hidegrázás, esetleg ájulás. Mivel a vérkeringés felfokozódik az adott bőrterületen a minél gyorsabb regenerálódás érdekében, ezért a bőr tapintása forró. Az enyhébb napégés legfeljebb a bőr pirosságával és érzékenységgel jár együtt, különösen súlyos esetekben a puszta érintés is nagyon nagy fájdalommal járhat. A napégés első-, vagy másodfokú égési sérüléseket eredményezhet.
Leégni már akár 15 perc alatt is le lehet a napon, és azonnal abban az esetben, ha közvetlenül éri a bőrfelszínt az UV-sugárzás. Eleinte a bőrfelület érintettsége egyáltalán nem feltűnő. 30 perccel a behatást követően a bőr vörös színűvé változik, de ez eltarthat akár 2-6 órán keresztül is. A fájdalom általában a behatást követő 6-48 óra között a legerősebb. Az égés további 24-72 óra elteltével kerül a csúcspontra, amit 3-8 nappal később követ a bőr lehámlása. Néhány hétig még viszkethet az érintett bőrterület. Akik hosszú távon vannak kitéve ultraviola sugárzásnak, azoknak a bőre sokkal gyorsabban öregedik.